# Braian Aguirre
Braian Nahuel Aguirre (Rafael Calzada, 28 luglio 2000) è un calciatore argentino, difensore dell'Internacional.

## Caratteristiche tecniche
È un difensore centrale.

## Carriera
Cresciuto nel settore giovanile del Lanús, esordisce in prima squadra il 28 ottobre 2020 giocando da titolare l'incontro di Coppa Sudamericana vinto 3-2 contro il San Paolo.
Nel 2024 si trasferisce nella prima divisione brasiliana all'Internacional.

## Statistiche

### Presenze e reti nei club
Statistiche aggiornate al 25 novembre 2020.
| Stagione        | Squadra         | Campionato      | Campionato | Campionato | Coppe nazionali | Coppe nazionali | Coppe nazionali | Coppe continentali | Coppe continentali | Coppe continentali | Altre coppe | Altre coppe | Altre coppe | Totale | Totale |
| Stagione        | Squadra         | Comp            | Pres       | Reti       | Comp            | Pres            | Reti            | Comp               | Pres               | Reti               | Comp        | Pres        | Reti        | Pres   | Reti   |
| --------------- | --------------- | --------------- | ---------- | ---------- | --------------- | --------------- | --------------- | ------------------ | ------------------ | ------------------ | ----------- | ----------- | ----------- | ------ | ------ |
| 2019-2020       | Lanús           | PD              | 0          | 0          | CA+CdL+CM       | 0+0+5           | 0               | CS                 | 3                  | 1                  |             | -           | -           | 8      | 1      |
| Totale carriera | Totale carriera | Totale carriera | 0          | 0          |                 | 5               | 0               |                    | 3                  | 1                  |             | -           | -           | 8      | 1      |

## Palmarès
- Campionato Gaúcho: 1

Internacional: 2025